# Ernst Simonson (Mediziner)
Ernst Simonson bis zur Promotion Simonsohn (geboren 26. Juni 1898 in Tiegenhof, Deutsches Reich; gestorben 7. Dezember 1974 in Minneapolis) war ein deutscher Arbeitsphysiologe und Kardiologe, der vor den Nationalsozialisten nach Amerika floh.

## Anfänge in Deutschland
Sein Vater war der praktische Arzt Max Simonsohn und seine Mutter Käthe geborene Pächter. Sein Bruder hieß Ernst und die Schwester Charlotte. Er besuchte bis 1917 das Gymnasium in Bromberg. Wegen seiner schwächlichen Konstitution war er vom Militärdienst zurückgestellt, meldete sich aber trotzdem im Juli 1918 freiwillig und leistete Dienst im Reservelazarett II in Bromberg. Nach dem Krieg litt er an der Spanischen Grippe. Er studierte Medizin an der Universität Greifswald und legte 1923 das Staatsexamen ab. Daran schloss sich ein praktisches Jahr in der Kinderklinik und am Kaiser-Wilhelm-Institut für Arbeitsphysiologie in Berlin bei Edgar Atzler, dem Begründer der Arbeitsphysiologie, an. 1924 erhielt er die Approbation und promovierte zum Thema „Physiologische und pharmakologische Untersuchungen über die Beziehungen des Mittelhirns zum Tonus der Skelettmuskeln“. 1927 kam er zum Sozialhygienischen Untersuchungsamt nach Frankfurt am Main und war ab Juli 1928 für den Bereich Arbeitsphysiologie und Gewerbehygiene zuständig. Seine Habilitation erlangte er im gleichen Monat zum Thema „Rationalisierung industrieller Arbeit nach physiologischen Gesichtspunkten“. Er erhielt die Lehrberechtigung für Physiologie am Institut von Albrecht Bethe. Simonson sah in der Arbeitsphysiologie eine Disziplin zur Gestaltung der Arbeit. Durch die Steigerung der Arbeitsfähigkeit und der Verzögerung des altersbedingten Leistungsabfalls der Arbeiter nach physiologischen Gesichtspunkten, sollte durch die Umgestaltung der industriellen Betriebsführung ein größeres Volkseinkommen gewonnen werden.

## Ukraine, Tschechoslowakei und Frankreich
1930 ließ sich Simonson beurlauben, um die Leitung des neuen ukrainischen Arbeitsinstituts in Charkow zu übernehmen. 1931 heiratete er Sophie Schemel, die Tochter von Johan und Franziska Schemel. 1933 wurde ihm die Lehrbefugnis in Frankfurt durch Wilhelm Stuckart nach dem nationalsozialistischen Gesetz zur Wiederherstellung des Berufsbeamtentums entzogen. Im selben Jahr wurde er Professor für Physiologie an der Universität von Charkow. Wegen des stalinistischen Großen Terrors migrierte er mit seiner Familie 1937 nach Prag, wo er die Abteilung Industrielle Physiologie am Psychotechnischen Institut übernahm. 1938 erhielt er eine Stelle in Paris an der Sorbonne und floh 1939 mit der Familie vor den Nationalsozialisten weiter in die Vereinigten Staaten.

## Vereinigte Staaten
In Milwaukee erhielt er eine wissenschaftliche Stelle am Mount Sinai Hospital. 1944 wurde er Associate Professor für Physiologische Hygiene an der Universität von Minnesota in Minneapolis und 1945 erhielt er die amerikanische Staatsbürgerschaft. Von 1945 bis 1949 gehörte er dem National Research Council an. 1956 musste ihm die Universität Frankfurt im Rahmen der Wiedergutmachungsgesetze die Rechtsstellung eines Emeritus zuerkennen. Da in Amerika, dem Land des Taylorismus und der Fließbandfertigung von Henry Ford, seltsamerweise keine medizinische Disziplin wie Arbeitsphysiologie, die sich mit der Humanisierung des Produktionsprozesses befasste, bestand, wandte sich Simonson den elektrophysiologischen Gegebenheiten im Organismus zu und wurde ein Spezialist des EKG. 1967 wurde er emeritiert.
Im Jahr 1973 wurde ihm von der Technischen Universität München die Ehrendoktorwürde verliehen. 1974 starb er in Minneapolis an einer Viruspneumänie.

## Veröffentlichungen
- Zur Physiologie des Energieumsatzes beim Menschen. Pflüger's Archiv, 1926.
- Effect of Meals on Visual Performance and Fatigue. Ko-Autor mit Josef Brozek undAncel Keys, Journal of Applied Physiology, 1948.
- Physiology of work capacity and fatigue. Thomas, 1971.
- The effect of age on the Electrocardiogram. The American Journal of Cardiology, 1972.